# Diplostomidae
Famille
Les Diplostomidae sont une famille de trématodes de l'ordre des Diplostomida.

## Liste des sous-familles et genres
Une cinquantaine de genres sont répartis en quatre sous-familles[réf. nécessaire] :
- Alariinae Hall & Wigdor, 1918
  - Alaria Schrank, 1788
  - Bursotrema Szidat, 1960
  - Cynodiplostomum Dubois, 1936
  - Didelphodiplostomum Dubois, 1944
  - Fibricola Dubois, 1932
  - Paralaria Krause, 1914
  - Pharyngostomoides Harkema, 1942
  - Pharyngostomum Ciurea, 1922
  - Podospathalium Dubois, 1932
  - Procyotrema Harkema & Miller, 1959
  - Prudhoella Beverley-Burton, 1960
- Codonocephalinae Sudarikov, 1959
  - Codonocephalus Diesing, 1850
- Crassiphialinae Sudarikov, 1960
  - Allodiplostomum Yamaguti, 1935
  - Bolbophorus Dubois, 1935
  - Cercocotyla Yamaguti, 1939
  - Conodiplostomum Dubois, 1937
  - Crassiphiala Van Haitsma, 1925
  - Mesoophorodiplostomum Dubois, 1936
  - Ornithodiplostomum Dubois, 1936
  - Posthodiplostomoides Williams, 1969
  - Posthodiplostomum Dubois, 1936
  - Procrassiphiala Verma, 1936, genus inquirendum
  - Pseudodiplostomum Yamaguti, 1934
  - Pseudoscolopacitrema Palmieri Krishnasamy & Sullivan, 1979
  - Pulvinifer Yamaguti, 1933
  - Scolopacitrema Sudarikov & Rykovsky, 1958
  - Subuvulifer Dubois, 1952
  - Uvulifer Yamaguti, 1934
- Diplostominae Poirier, 1886
  - Adenodiplostomum Dubois, 1937
  - Austrodiplostomum Szidat & Nani, 1951
  - Bursacetabulus Dronen, Tehrany & Wardle, 1999
  - Bursatintinnabulus Tehrany, Dronen & Wardle, 1999
  - Diplostomulum Brandes, 1892
  - Diplostomum von Nordmann, 1832
  - Dolichorchis Dubois, 1961
  - Glossodiplostomoides Bhalerao, 1942
  - Harvardia Baer, 1932
  - Hysteromorpha Lutz, 1931
  - Lophosicyadiplostomum Dubois, 1936
  - Neascus Hughes, 1927
  - Neodiplostomulum Dubois, 1938
  - Neodiplostomum Railliet, 1919
  - Neoharvardia Gupta, 1963
  - Paratylodelphus Saxena, 1952
  - Prohemistomulum Ciurea, 1933
  - Sphincterodiplostomum Dubois, 1936
  - Tetracotyle Filippi, 1854
  - Tylodelphys Diesing, 1850